# Ají de gallina
Aji de gallina (”Höna med spansk peppar”) är en maträtt med ursprung i Peru, och består av en tjock kräm från höna som kokats och strimlats och som sedan gradvis får koka ner med hönsbuljongen i en gryta så den gradvis förtjockas.

## Historia
Enligt de äldsta berättelserna om maträtten fanns det i Peru en släkting till hönan på inkatiden som kallades ”hualpa” och som också hade stor betydelse på den tiden. Detta tyder på att den nuvarande maträtten är en blandning av den spanska kulturen och quechua-kulturen. 

## Ingredienser
För att uppnå den erforderliga tjockheten i krämen blandas små brödstycken ner indränkta i buljong eller mjölk. Krämen serveras med kokt potatis och/eller vitt ris. Det är numera vanligt att man byter hönan mot kyckling och i en del recept tillsätter man pekannötter och parmesan.
Ingredienser: Kyckling, olivolja, pekannötter, mald spansk peppar (gul) (aji mirasol), mald spansk peppar (grön) efter smak, lök, vitt bröd, konserverad osötad mjölk, parmesanost, hackad svamp, buljongtärning, salt och peppar, potatis, svarta oliver, hårdkokta ägg, kokat ris.

## Variationer
I några kokböcker kan man hitta rätter med namn som ají de huevo och ají de atún (dvs ”ägg med spansk peppar” resp ”tonfisk med spansk peppar”), det är varianter av maträtten som några kockar har uppfunnit baserade på originalet.

## Övrigt
Denna rätt är spridd till andra delar av Latinamerika.